# Nishibori Eizaburō

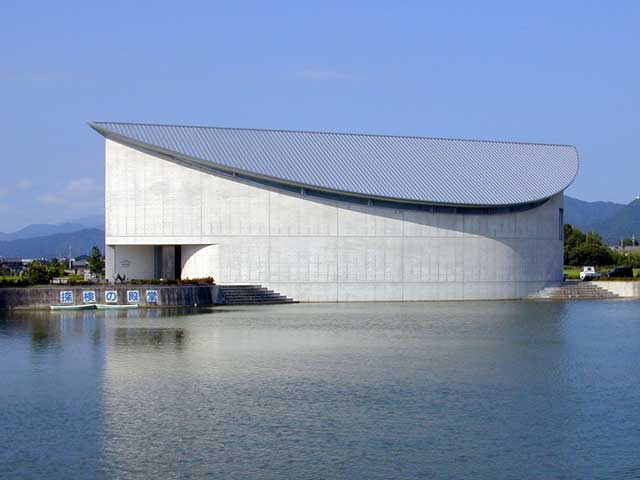
Nishibori-Eizaburō-Gedächtnismuseum, Higashiōmi

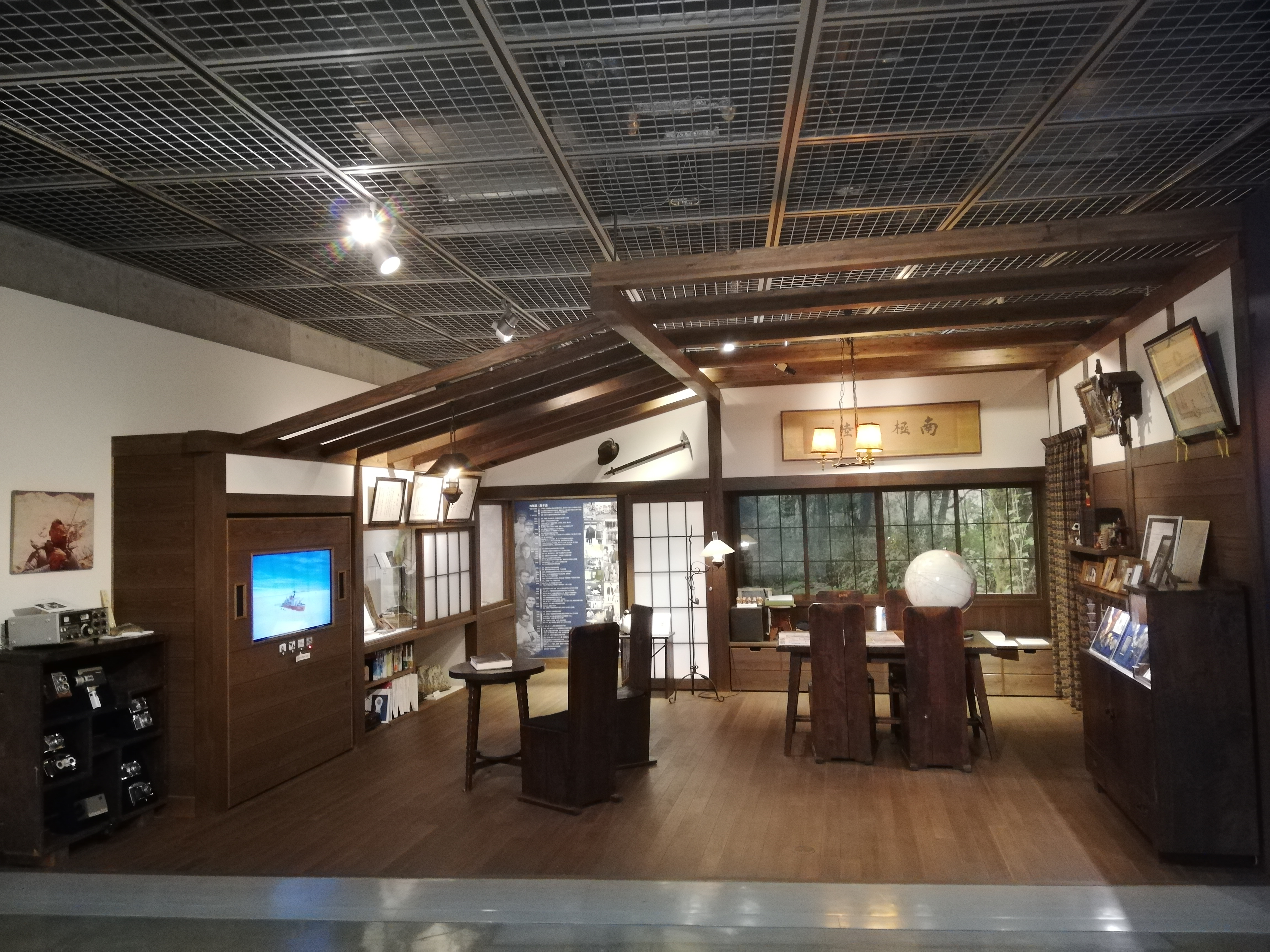
Gedächtnismuseum innen

Nishibori Eizaburō (japanisch 西堀 栄三郎; geboren 28. Januar 1903 in Kyōto; gestorben 13. April 1989) war ein japanischer Chemiker, Bergsteiger und Wissenschaftsorganisator.

## Leben und Wirken
Nishibori Eizaburō war der jüngste Sohn eines Seidenkrepp-Großhändlers (ちりめん問屋, Chirimenn mon’ya) im Stadtteil Shijō von Kyōto. 1936 wurde er nach einem Studium der Anorganischen Chemie an der Universität Kyōto Assistenzprofessor. Im selben Jahr wechselte er zu Elektrounternehmen „Tōkyō Denki“ (東京電気), dem heutigen Toshiba. Während des Zweiten Weltkriegs entwickelte er für die japanischen Marine die Vakuumröhre „Sora“, für die er eine Auszeichnung des Institute of Technology erhielt. Um eine Massenproduktion auch bei knappen Materialien zu ermöglichen, wurde ein Produktionshandbuch bis ins kleinste Detail ausgearbeitet.
Nishibori kehrte nach dem Zweiten Weltkrieg von 1956 bis 1959 als Assistenzprofessor und Professor an die Universität Kyōto zurück und diente 1957 als Vizechef der „Ersten Überwinterungsexpedition zur Beobachtung der Antarktis“ (第一次 南極観測 越冬隊, Daiichi-ji Nankyoku kansoku ettō-tai) Vorsitzender der „Japan Mountaineering Association“ (日本山岳会, Nihon sangakukai). Er fungierte als Verhandlungsführer mit der nepalesischen Regierung bei der Planung der Besteigung des Manaslu, des ersten von Japanern bestiegenden Achttausenders. Er war 1958 Direktor des „Japan Atomic Energy Research Institute“ (日本原子力研究所, Nihon genshiryoku kenkyūjo), 1965 „Japan Nuclear Ship Development Corporation“ (日本原子力船開発事業団, Nihon genshiryoku-sen kaihatsu jigyō-dan) und 1972 Direktor des „Japan Productivity Center“ (日本生産性本部, Nihon seisansei honbu).
Zu Nishiboris Schriften gehören 
- „Hinshitsu kanri jisshi-hō“ (品質管理実施法) – „Praxis der Qualitätskontrolle“
- „Nankyoku ettō-ki“ (南極越冬記) – „Antarktischer Überwinterung, eine Aufzeichnung“
- „Ishibashi o tataku to watarenai“ (石橋を叩くと渡れない) – „Wenn Du eine Steinbrücke schlägst, überquere sie nicht“
- „derukui o nobasu“ (出る杭をのばす) – „Verlängere den herausragenden Pflock“
- „hinshitsu kanri kokoroe jō“ (品質管理心得帖) – „Handbuch der Qualitätskontrolle“
- „yukiyama sanka“ (雪山賛歌) – „Hymne an die Schneeberge“

Nishibori führte Nishibori nach dem Kriege als unabhängiger technischer Berater Methoden der statistischen Qualitätskontrolle in die japanische Industrie und gewann den Deming-Preis, „Wissenschaftspreis des Prinzen Chichibu“ (秩父宮記念学術賞, chichibu no miya kinen gakujutsu-shō) und den „President's Award“ der Nippon Telegraph and Telephone. Er wurde zu einem der Eckpfeiler der dramatischen industriellen Entwicklung Japans nach dem Krieg. 1973 wurde Nishibori mit dem Orden der aufgehenden Sonne mit goldenen Strahlen mit Halsband ausgezeichnet.